# Afalou bou Rhummel
Afalou bou Rhummel - stanowisko archeologiczne położone w nawisie skalnym Beni Seghoual w Algierii, w pobliżu miejscowości Bidżaii. Na stanowisku tym poświadczona została obecność artefaktów utożsamianych z wytworami kultury iberonauruzyjskiej bądź iberomauretańskiej. Na jednym z poziomów odkryto w 1928 skupisko kości kilkudziesięciu szkieletów. Na stanowisku tym odkryto też najstarsze w Afryce ślady plastyki figuralnej wypalanej z gliny.